# Martinellius compactus
Martinellius compactus là một loài rêu trong họ Radulaceae. Loài này được Lindb. mô tả khoa học đầu tiên năm 1876.
Danh pháp khoa học của loài này chưa được làm sáng tỏ. 